# قشلاق ماجلان
قشلاق ماجلان یک منطقهٔ مسکونی در ایران است که در استان اردبیل واقع شده‌است.